# Federico Ortiz López
Carlos Federico Ortiz López (Olivos, 7 agosto 1989) è un calciatore argentino, attaccante svincolato.

## Carriera
Trascorsa la trafila nelle giovanili dell'Huracán, esordisce in prima squadra nel 2009 contro il Boca Juniors in Primera División. Nel 2012 passa in prestito all'Atenas, prima di essere ceduto in via definitiva al Central Español. Nel 2015, tra le file dello Sp. Luqueño, raggiunge le semifinali di Coppa Sudamericana. Soprannominato el Tanque (in italiano "il carro armato"), dopo le esperienze in Uruguay e Paraguay, il 24 settembre 2018 si trasferisce in Italia al Savoia. Il 28 aprile 2019 realizza la prima rete con la maglia biancoscudata, in occasione della vittoria casalinga per 5-0 contro il Granata 1924. Il 15 luglio 2019 passa alla Fortis Altamura, squadra di Eccellenza pugliese. Esordisce coi murgiani l'8 settembre in occasione del pareggio per 1-1 ottenuto in casa del Soccer Trani. Nel 2021 passa allo Sp. Italiano.